# 귀천상혼
귀천상혼(貴賤相婚, morganatic marriage)은 귀족제에서, 가문의 격이 다른 사람끼리의 결혼을 말한다. 귀족과 평민간의 결혼 뿐 아니라, 왕족과 비왕족 귀족 간의 결혼도 귀천상혼에 해당한다. 귀천상혼한 부부 사이의 자녀는 부모 중 격이 높은 쪽의 작위와 특권을 상속받지 못한다.
동양에서도 신라의 골품제나 일본의 황실전범이 귀천상혼을 따랐지만, 근대 서양의 왕가들 사이에서 가장 엄격하게 지켜졌다. 룩셈부르크의 사례처럼 살리카법보다도 귀천상혼이 우선되기도 했다.
귀천상혼이 가장 엄격하게 지켜지던 독일어권 지역에서는 19세기 초 신성로마제국이 독일 연방으로 재편되면서 많은 제후국들이 통폐합되었는데, 이때 영지가 날아간 공작, 후작, 백작 가문들을 왕족과 명목상 동등한 등족영주가라고 하여 왕가와 등족영주가의 결혼은 귀천상혼의 예외로 인정했다.